# Liman Han
Il Liman Han ("Han del Porto") o Mesadet Han è una struttura commerciale situata nel distretto di Fatih, a Istanbul, opera di Vedat Tek, il quale insieme a Mimar Kemaleddin è stata una delle due figure guida del Primo movimento architettonico nazionale turco (in turco Birinci Ulusal Mimarlık Akımı).

## Posizione
L'edificio si trova nella mahalle di Hobyar del distretto di Fatih a Istanbul, nota anche come quartiere di Sirkeci. La facciata dell'edificio di cinque piani si affaccia su Yalı Köşkü Caddesi.

## Storia
La data di completamento dell'edificio, che Mehmed V ordinò di costruire per fornire un reddito ai suoi figli, varia a seconda delle fonti come 1912, 1913 o 1915.
L'edificio è stato acquistato dalla Camera di Commercio di Istanbul (ITO) nel 2006 per 4 milioni di dollari.
È stato riaperto nel settembre 2022 dopo oltre due anni di lavori di riparazione e restauro in seguito al rilevamento di uno smottamento del terreno verso il mare. L'Han, di proprietà dell'ITO, ospita il Centro di ricerca strategica (ITOSAM), la biblioteca Dersaadet, un'area di vendita di libri e un ristorante.

## Architettura
L'edificio di cinque piani, il cui architetto è Vedat Tek, presenta le caratteristiche del Primo movimento architettonico nazionale. L'arco a tutto sesto sopra la porta d'ingresso poggia su due colonne di marmo con capitelli a muqarnas decorati con piastrelle blu marino e turchesi. Fra i due pilastri che arrivano alla sommità dell'edificio si estende fino al balcone del terzo piano una parte aggettante dal profilo curvo.